# 太兴
太兴（431年正月—436年五月）是十六國時期北燕政權，北燕昭成帝冯弘的年號，共計5年餘。

## 纪年
| 太兴 | 元年  | 二年  | 三年  | 四年  | 五年  | 六年  |
| ---- | ----- | ----- | ----- | ----- | ----- | ----- |
| 公元 | 431年 | 432年 | 433年 | 434年 | 435年 | 436年 |
| 干支 | 辛未  | 壬申  | 癸酉  | 甲戌  | 乙亥  | 丙子  |

## 参看
- 中国年号索引
- 同期存在的其他政权年号
  - 元嘉（424年八月—453年十二月）：南朝宋皇帝宋文帝刘义隆的年号
  - 勝光（428年二月-431年六月）：夏国政权赫连定年号
  - 永弘（428年五月—431年正月）：西秦政权乞伏暮末年号
  - 承玄（428年六月-431年）：北凉政权沮渠蒙逊年号
  - 義和（431年六月-433年四月）：北凉政权沮渠蒙逊年号
  - 承和（433年四月-439年九月）：北凉政权沮渠牧犍年号
  - 神䴥（428年正月-431年十二月）：北魏政权北魏太武帝拓跋燾年号
  - 延和（432年二月-435年正月）：北魏政权北魏太武帝拓跋燾年号
  - 太延（435年正月-440年六月）：北魏政权北魏太武帝拓跋燾年号
  - 泰始（432年正月-437年四月）：南朝時益州領導趙廣、程道養年号